# Le Petit Homme (roman)
Le Petit Homme (Der kleine Mann) est un roman pour la jeunesse d'Erich Kästner publié en 1963. Écrit pour son fils Thomas, l'ouvrage, et sa suite, Der kleine Mann und die kleine Miss (1967), sont les deux derniers romans pour enfants de l'auteur. 
En France, il est paru en 1966.

## Résumé
Le héros se nomme Mäxchen Pichelsteiner. Ses parents viennent en effet du village de Pichelstein, où les habitants ne mesurent pas plus de 51 centimètres. Mäxchen, lui, ne mesure que cinq centimètres et pèse seulement soixante grammes. C'est pourquoi il dort dans une boîte d'allumettes et ne peut manger plus d'un dixième de gâteau à l'ananas. Tous les villageois le connaissent sous le nom du Petit homme. Lorsque ses parents sont emportés par le vent du haut de la tour Eiffel, le magicien Professeur Jokus von Pokus le prend en charge, et avec les deux pigeons Minna et Emma et le lapin blanc Alba, il se déplace d'un lieu à un autre avec le cirque Stilke. Jokus lui apprend des trucs et bientôt leur numéro devient le clou du spectacle. S'ensuivent des propositions extraordinaires : le magazine américain Life offre 100 000 dollars pour les mémoires de Mäxchen ; La Metro-Goldwyn-Mayer décide de réaliser un film avec le duo ; et une marque d'allumettes achète le droit de décorer ses boites avec l'inscription "Le Petit homme vous donne du feu". 
Mais Mäxchen est enlevé par Otto le chauve et par la canaille Puddingbernhard, pour le compte d'un multimillionnaire sud-américaine du nom de Lopez. Personne ne sait où le trouver. Jokus est triste et désespéré, et même Rosa Marzipan ne peut le réconforter en l'assurant que le Petit homme s'en tirera seul,. Mäxchen réussit à échapper à ses ravisseurs qui seront rattrapés par la police.